# Sabrina (film, 1954)
Sabrina je americký romantický film z roku 1954 režiséra Billyho Wildera společnosti Paramount Pictures s Audrey Hepburnovou, Wiliamem Holdenem a Humphrey Bogartem v hlavní roli. Film byl natočen podle stejnojmenné romantické divadelní hry Sabrina Fair Samuela A. Taylora. Snímek byl nominován celkem na pět Oscarů, z nichž získal jedno ocenění za kostýmy.

## Děj
Sabrina Fairchildová (Audrey Hepburnová) je dcera řidiče v bohaté podnikatelské rodině Larrabeeových. Sní svůj sen chudé dívky, pozoruje život ve velkém domě, stýká se od malička s oběma syny Larrabeeových, s mladším Davidem (William Holden) i starším Linusem (Humphrey Bogart). Je tajně zamilovaná do mladšího syna Davida. David žije jako playboy, utrácí peníze, má mnoho děvčat, byl již třikrát neúspěšně ženatý, o chod rodinných firem se nezajímá. Starší bratr Linus je jeho přímým opakem, upjatý, spořádaný, pracovitý a svědomitý podnikatel, je faktickou hlavou celého rodinného koncernu. Sabrina před svojí nešťastnou, neperspektivní a neopětovanou láskou uteče do Paříže, kde studuje na kuchařské škole. Zde se seznámí se stařičkým baronem St. Fontanelem, se kterým se spřátelí. Baron ji zde naučí užívat života, koupí jí krásné šaty a změní i její image. David Larrabee se pod rodinným nátlakem z obchodních důvodů počtvrté zasnoubí s dcerkou z bohaté podnikatelské rodiny Tysonových Elizabeth Tysonovou. Po dvou letech se Sabrina vrací zpět z Paříže do rodného domu. Hned při svém příjezdu se před nádražím náhodně setkává s Davidem Larrabee, který ji veze autem domů, ale Sabrina se změnila natolik, že ji už nepoznává. Nicméně okamžitě se jí začne dvořit a pozve ji na rodinnou párty, kde jí dává přednost před svojí snoubenkou. To se nelíbí celé rodině, jeho otci, bratru Linusovi. Linus proto zahájí „záchrannou“ akci. Nechává Davida sednout na šampusové skleničky, které má na párty v zadní kapse kalhot, a jeho poraněním zabránit dalšímu styku se Sabrinou. Úlohu svého mladšího bratra Davida, do kterého je Sabrina nadále zamilovaná, přebírá sám. Hodlá Sabrinu svést a poté opět odklidit zpět do Paříže tak, aby nebránila Davidově plánovanému sňatku s Elizabeth Tysonovou. Nicméně celá akce se mu vymkne z ruky, stane se to, co on sám neplánoval, do krásné a mladé Sabriny se zamiluje. Film končí happyendem na lodi do Evropy, kdy se Linus společně se Sabrinou plaví do Francie.

## Obsazení
| Humphrey Bogart       | Linus Larrabee                                     |
| Audrey Hepburnová     | Sabrina Fairchildová                               |
| William Holden        | David Larrabee                                     |
| Walter Hampden        | Oliver Larrabee, otec Davida a Linuse              |
| John Wiliams          | Thomas Fairchild, Larrabeeův řidič a Sabrinin otec |
| Martha Hyerová        | Elizabeth Tysonová                                 |
| Joan Vohsová          | služebná Gretchen Van Horn                         |
| Marcel Dalio          | baron St. Fontanel                                 |
| Marcel Hillaire       | učitel v kuchařské škole                           |
| Nella Walkerová       | Maude Larrabee, matka Davida a Linuse              |
| Francis X. Bushmanová | paní Tysonová                                      |
| Ellen Corbyová        | slečna McCardle                                    |

## Zajímavosti
- Linus Larrabee používá v jedné z úvodních scén filmu jeden z prvních modelů mobilního telefonu, v té době se jednalo o poslední výkřik nejmodernější techniky, který si mohli dovolit jen ti nejbohatší lidé. Celé zařízení bylo ale v té době velice rozměrné a těžké takže bylo nepřenosné a bylo pevně zabudováno do výbavy luxusního osobního automobilu (limuziny).
- Kostýmy pro film vytvářela legendární kostýmní výtvarnice Edit Head firmy Paramount Pictures, jednalo se ale pouze o Sabrininy prosté domácí šaty, které nosila před svým odjezdem do Paříže. Šaty, které Sabrina používala po svém návratu z Paříže, navrhoval pro Audrey Hepburnovou poprvé kostýmní návrhář Hubert de Givenchy, ve své době se jednalo o legendární oděvy, zaujaly zejména bílé plesové šaty, které vypadaly jako složená motýlí křídla a dále také černé večerní šaty. Hubert de Givenchy nebyl vůbec uveden na titulcích ačkoliv film získal Oscara právě za kostýmy.

## Ocenění

### Vítěz
- Oscar za nejlepší kostýmy - Edit Head[1]

### Nominace na Cenu Akademie
- nejlepší režie - Billy Wilder
- nejlepší herečka v hlavní roli - Audrey Hepburnová